# Sokolovo (Lazarevac)
Pour les articles homonymes, voir Sokolovo.
Sokolovo (en serbe cyrillique : Соколово) est un village de Serbie situé dans la municipalité de Lazarevac et sur le territoire de la Ville de Belgrade. Au recensement de 2011, il comptait 562 habitants.

## Géographie

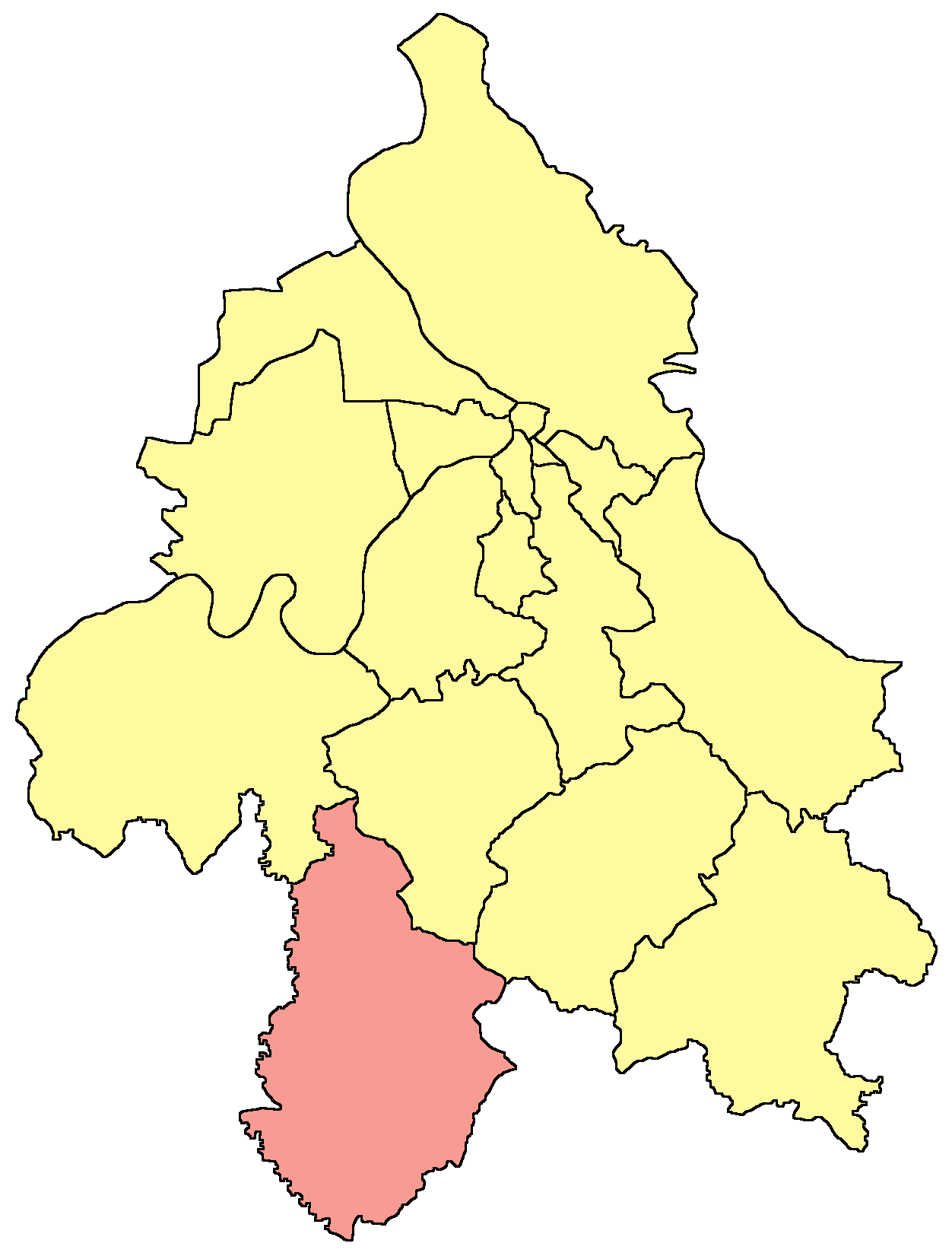
Localisation de la municipalité de Lazarevac dans la Ville de Belgrade

## Démographie

### Évolution historique de la population
| 1948 | 1953 | 1961 | 1971 | 1981 | 1991 | 2002 | 2011 |
| ---- | ---- | ---- | ---- | ---- | ---- | ---- | ---- |
| 663  | 694  | 665  | 656  | 629  | 608  | 623  | 562  |

|  |

### Données de 2002
Pyramide des âges (2002)
En 2002, l'âge moyen de la population était de 35,8 ans pour les hommes et 37 ans pour les femmes.
Répartition de la population par nationalités (2002)
En 2002, les Serbes représentaient 86,19 % de la population et les Roms 12,52 %.

### Données de 2011
En 2011, l'âge moyen de la population était de 36,5 ans, 35,4 ans pour les hommes et 37,6 ans pour les femmes.

## Éducation
L'école Sveti Sava de Veliki Crljeni gère une annexe à Sokolovo.